# 弗里德里奇·威廉·冯·斯图本
弗里德里奇·威廉·鲁道夫·格哈德·奥古斯丁·冯·斯图本（德語：Friedrich Wilhelm Ludolf Gerhard Augustin von Steuben；1730年9月17日—1794年11月28日），常称斯图本男爵（德語：Baron von Steuben），普鲁士军官，为美国独立战争作出了贡献。

## 青年时代
1730年弗里德里奇·威廉·冯·斯图本出生于马德堡军人世家，他的父亲威廉·奥古斯丁·斯图本（1699年 - 1783年）在普鲁士军中任中尉。弗里德里奇·威廉·冯·斯图本幼时在布雷斯勞的耶稣会教会受教育，当他的父亲接到普鲁士國王兼勃兰登堡选帝侯腓特烈·威廉一世的任命，前往俄国担任安娜一世的辅佐一职，他于是携着幼小的斯图本一同奔赴俄国。1740年腓特烈二世继承王位后，斯图本父子回到了普鲁士。他回到普鲁士不久就加入了普鲁士陆军，之后分别参加了第二次西里西亚战争、七年战争，在七年战争参战期间的1756年，他晋升为上尉，斯图本在军队的表现得到了上司及周围人的欣赏，之后他跃升为普鲁士陆军作战参谋部成员，成为了腓特烈二世的军事参谋。普鲁士军队长期的从军经验极大地丰富了他的军事知识。

## 投身美国独立战争
在他33岁的1763年，他离开了普鲁士军队。第二年在霍亨索伦王朝的王宫获得了男爵封号。1771年去了法国，后来因在法国从事商业融资失败，欠了很多债，只得于1775年回到了普鲁士。为了改变命运，他又辗转奥地利、巴登、法国等国，希望重操军人旧业。斯图本于1777年夏天去了巴黎，此时美国独立战争已经进入第三个年头。在巴黎，他从法国陆军军官克洛德·路易那里得到了写给乔治·华盛顿的推荐信，因为这位法国军官十分欣赏有着在普鲁士参谋部工作经验的斯图本，他在这封推荐信里大大地称赞了斯图本。当斯图本筹措好了差旅费之后，从马赛港启程，于1777年9月26日抵达了新罕布什尔的朴次茅斯，12月1日在波士顿受到了欢迎。因费城被英军攻陷，大陆议会不得不转移到宾夕法尼亚的约克，斯图本也随同前往。当时大陆议会财政窘迫，无法给他支付薪水，而斯图本也表示战争期间他可以不领薪水为大陆军服务，大陆议会也答应在战争结束之后再补发他的薪金。

## 福吉谷训练

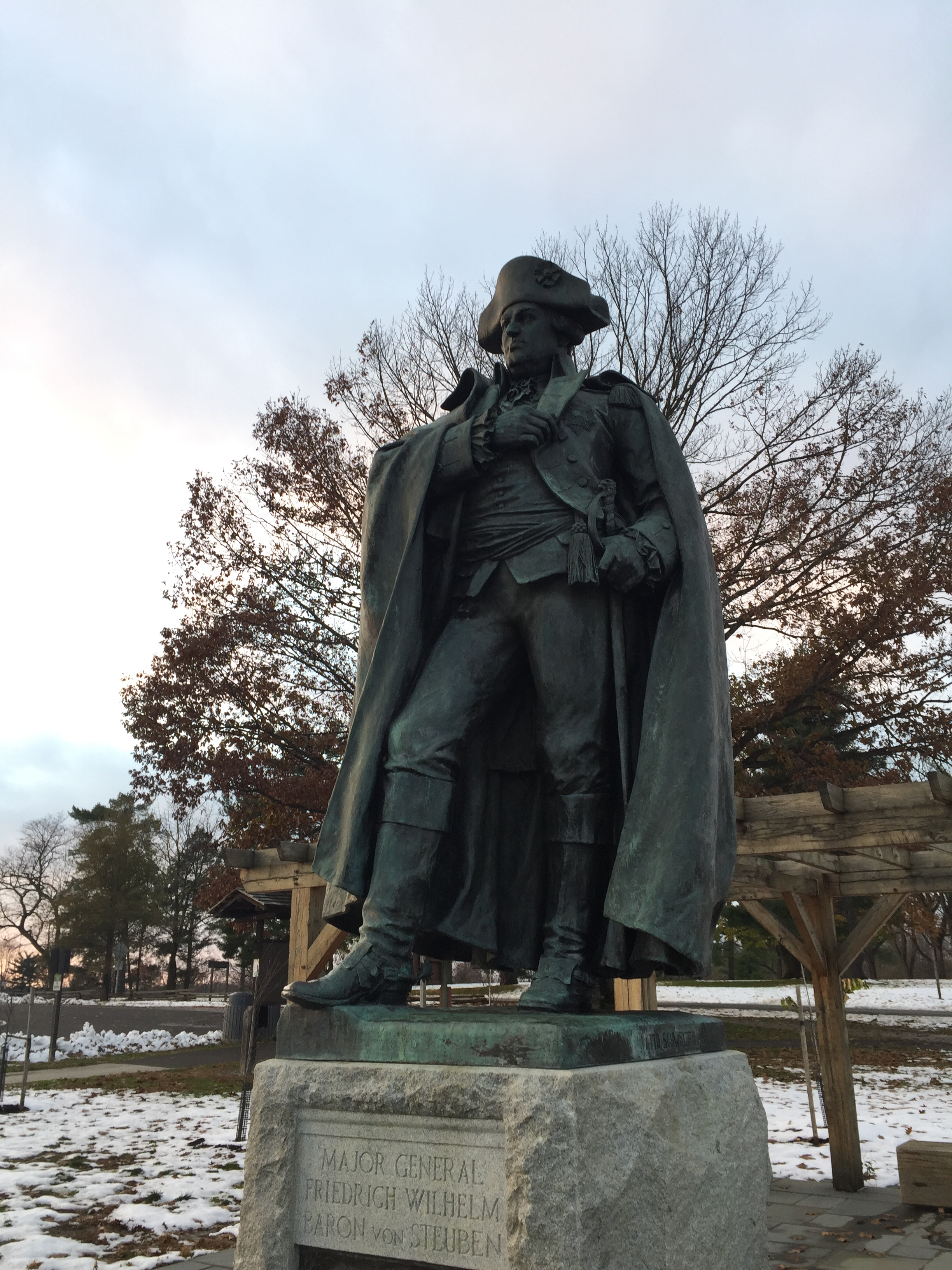
矗立在福吉谷国家历史公园的弗里德里奇·威廉·冯·斯图本男爵铜像

弗里德里奇·威廉·冯·斯图本也被称为美国建国之父之一，是因为他在福吉谷期间对大陆军的彻底改造训练，奠定了美国大陆军未来的框架以及他本人在大陆军的重要地位。
1778年2月23日他来到了当时大陆军驻军营地的福吉谷，面见了华盛顿，但是他不懂英语，只能讲法语。他的翻译几乎是由亚历山大·汉密尔顿和納撒尼爾·格林担任，两个人协助斯图本制定士兵训练大纲，1778年3月得到了华盛顿的认可。
军人世家出身的斯图本重视军容，他自己身体力行，着装整齐，然而大陆军因为后勤给养不足，士兵们的衣服衣衫褴褛，面对军容不整的士兵们，斯图本每每为此大发雷霆，他本人不会英语，往往用德语大声斥责，说不通时又用法语大喊大叫，法语不通又把“翻译”叫过来，让“翻译”用英语大骂。
斯图本针对大陆军缺乏基础培训的弱点，他采取的训练方式是成立“模范标兵”，挑选了100人作为标兵进行集中强化训练，之后这100人再回归到各自连队，以身作则再对各自连队的士兵实施训练。
他制定的训练大纲一改过去新兵入伍不经过训练，就分配到各连队的做法，而是先让新兵经过训练后，再分配到各个连队。
18世纪的战争，军队使用的武器是以黑色火药发射的燧發槍，双方都是近距离射击，发射子弹的速度至关重要。当时的射击程序要根据军官的8个命令口号来完成：
|  | Halfock！抬枪 Handle-Cartidge！ 取火药 Primel！ 灌火药 Shut-Pan！装填子弹 Draw-Rammer！取捅药棒 Ram Down-Cartridge! 压实火药 Return-Rammer! 拔出桶药棒 Fier！ 开火 |

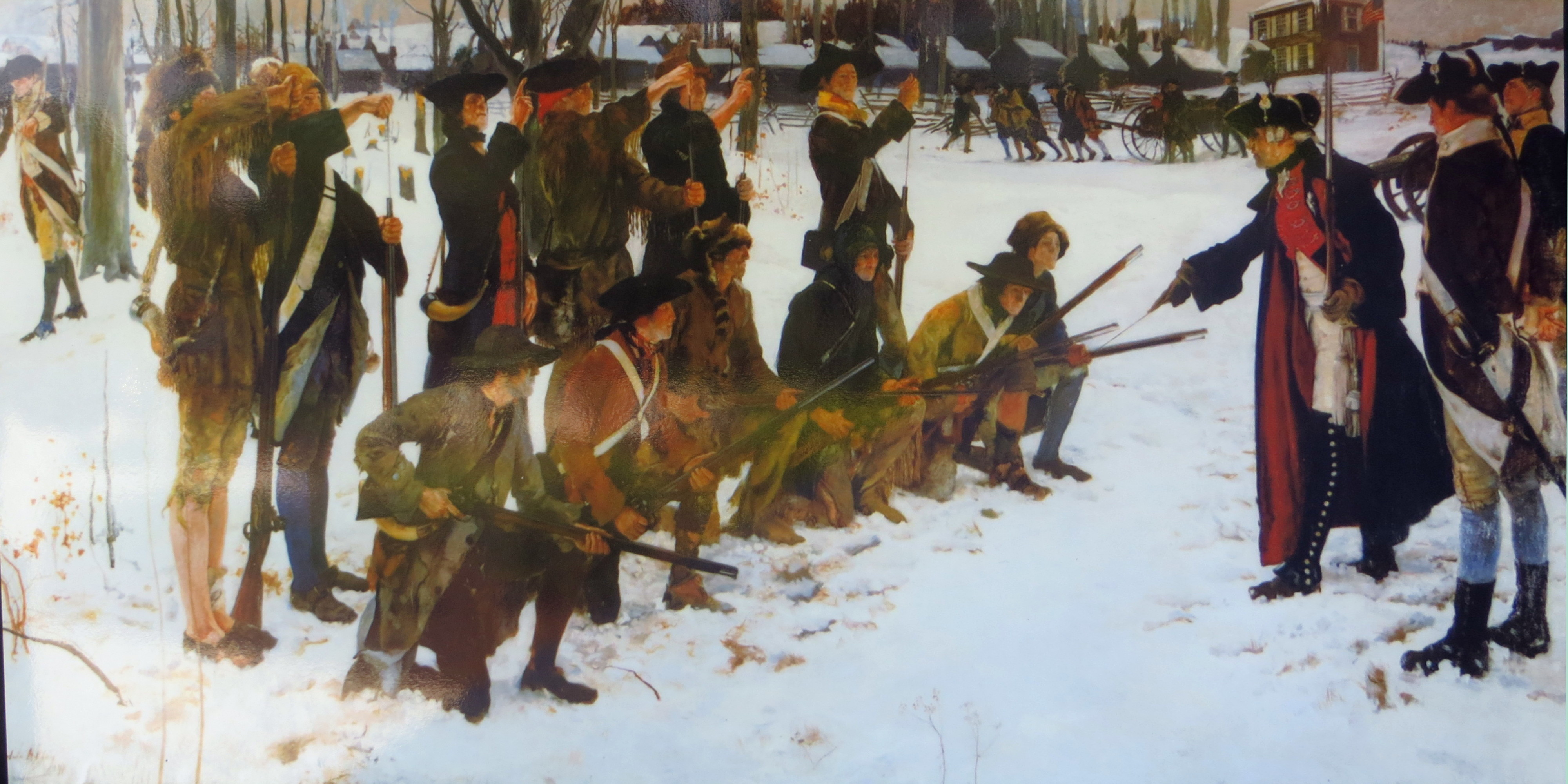
斯图本在福吉谷训练大陆军（埃德温·奥斯汀·阿贝画作）

这一系列动作复杂，在当时是武器射击的基本操作规程，作战时的射击方式大都是站立射击，主要是依靠第一次排枪齐射获胜，这个方式在射击后，装弹速度也快，士兵以3人为一组，进而以12人为一组，从右至左轮回列队。斯图本通过这个方法告诉士兵们，队列齐整对提高射击速度，克敌制胜的重要性。
大陆军士兵所使用的枪虽然配有刺刀，但是大陆军士兵以前不重视刺刀格斗，士兵们往往把刺刀用作切菜和烤肉串的工具。斯图本则强化了士兵们的拼刺训练。这个训练成果在1779年的斯托尼角战役中得到了验证。在此战役中，大陆军主攻部队依靠白刃肉搏战取得了这场战役的胜利。
除了军事基础训练，斯图本还针对大陆军不注意卫生的缺点，强化军营卫生整洁，将卫生管理标准化。在此之前，士兵的帐篷和木屋的配置没有标准，士兵随便到处休息。动物死后，士兵掏出肉后，残骸随意扔弃任其随地腐烂，因此导致疾病传染。斯图本对此大力整顿，将厨房与厕所分开，厕所至于山坡下，各个连队之间的通路也重新排列齐整。

## 独立战争后期及晚年
福吉谷训练结束之后，大陆军迎来了第一场战役——蒙茅斯战役，在这次战役中，经他一手训练的大陆军大显神威，赢得了胜利。1778年他被华盛顿推荐为美国陆军总监，少将军衔。在此期间，斯图本制定了《美利坚合众国军规和管理规则》，1780年他又提出了军队重新整编的提案，做成后由华盛顿提交给大陆议会。在这以后，斯图本又与新上任的南方军指挥官納撒尼爾·格林在佛吉尼亚州设立了南方军总部，负责军需供给。1781年春，为了支援南方作战，他向费城派去了450名佛吉尼亚军团的士兵。在约克镇围城战役期间，斯图本作为一个军团的指挥官，参加了独立战争的这个最后战役。
独立战争结束后的1783年，他又协助华盛顿解散大陆军以及制定新的国防大纲。1784年3月，根据佛吉尼亚法律，他成为了美国公民。1784年3月24日满载荣誉的斯图本结束了戎马生涯，之后定居在纽约。
退出了军界后，他在纽约成为德国改革派教会的重要人物。由于当初大陆议会承诺在战后给他补发的薪金，建国之后的美国政府迟迟没有发放，因此他一度生活陷于窘迫。直到1790年6月美国政府才答应发给每年2500美元的退休金，但是尽管如此，他的财政状况依然不稳定，后来在亚历山大·汉密尔顿的帮助下，他在纽约获得了约65平方公里土地。
斯图本在美国终身未婚，1794年去世。